# Dypterygia
Dypterygia is een geslacht van nachtvlinders uit de familie Noctuidae.

## Soorten
- D. assuetus Butler, 1879
- D. caliginosa Walker, 1858
- D. cristifera Hampson, 1893
- D. cupreotincta Sugi, 1954
- D. daemonassa Dyar, 1910
- D. dolens Druce, 1909
- D. dorsipallens Holloway, 1976
- D. fuscocana Strand, 1920
- D. lignaris Schaus, 1898
- D. multistriata Warren, 1912
- D. nicea Swinhoe, 1901
- D. ordinarius Butler, 1879
- D. pallida Dognin, 1907
- D. patina Harvey, 1875
- D. rozmani Berio
- D. scabriuscula Linnaeus, 1758 - vogelwiekje
- D. vagivitta Walker, 1862